# ساوت پوتس‌تاون (پنسیلوانیا)
ساوت پوتس‌تاون (به انگلیسی: South Pottstown) یک منطقهٔ مسکونی در ایالات متحده آمریکا است که در پنسیلوانیا واقع شده‌است. ساوت پوتس‌تاون ۲٬۰۸۱ نفر جمعیت دارد.